# Festival Trieste contemporanea
Trieste contemporanea je festival sodobne umetnosti, ki se od leta 1995 dalje vsakoletno odvija v Trstu.